# باولو فيراري
باولو فيراري (بالإيطالية: Paolo Ferrari)‏ (و. 1929 – 2018 م) هو ممثل، ومقدم برامج، وممثل صوت، وكاتب سيناريو، وممثل مسرحي، من إيطاليا، ولد في إقليم بروكسل العاصمة.

## وصلات خارجية
- باولو فيراري على موقع IMDb (الإنجليزية)
- باولو فيراري على موقع أول موفي (الإنجليزية)
- باولو فيراري على موقع قاعدة بيانات الأفلام السويدية (السويدية)
- باولو فيراري على موقع ديسكوغز (الإنجليزية)
- باولو فيراري على موقع قاعدة بيانات الفيلم (الإنجليزية)